# Korbinian Müller
Korbinian Müller (* 6. Februar 1991 in Bad Tölz) ist ein deutscher ehemaliger Fußballtorhüter.

## Karriere
Korbinian Müller stammt aus Jachenau und begann beim Lenggrieser SC mit dem Fußballspielen. Vom Verteidiger in der F-Jugend wurde er zum Torhüter und in der C-Jugend wurde er für die Kreisauswahl entdeckt. Daraufhin holte ihn die Jugendabteilung der SpVgg Unterhaching in den Verein. Mit der B-Jugend erreichte er die Meisterschaft in der Juniorenbayernliga.
Nach der Jugendzeit wurde er 2010 in die U-23 übernommen, wo er in der Bayernliga spielte. Im Jahr darauf rückte er nach der Trennung des Vereins von Stammtorhüter Darius Kampa als Nummer 2 in die erste Mannschaft auf. Als am 18. Spieltag die Nummer 1 Stefan Riederer nach einem Zusammenprall vom Platz musste, kam Müller zu seinem ersten Profieinsatz in der 3. Liga. In der Saison 2013/14 war er Stammtorwart der Hachinger. 2014 wechselte er zu den Stuttgarter Kickers, bei denen er in der Saison 2014/15 Stammtorwart war und 35 von 38 Ligaspielen absolvierte. In der folgenden Spielzeit kam Müller nur noch auf sieben Drittliga-Einsätze.
Zur Saison 2016/17 kehrte Müller zurück zur – mittlerweile in der Regionalliga Bayern spielenden – SpVgg Unterhaching. Dort bestritt er hinter Stammtorhüter Stefan Marinovic aber nur sieben Einsätze und hatte am Wiederaufstieg Unterhachings in die 3. Liga eher geringen Anteil. Nachdem sich Marinovic im Sommer 2017 entschlossen hatte, seinen auslaufenden Vertrag nicht zu verlängern, wurde Müller von Trainer Claus Schromm wieder zur Nummer eins im Tor erklärt.
Am 22. August 2018 wechselte Müller zum FC St. Pauli. Sein Vertrag lief bis Ende Juni 2019 und beinhaltete eine Option auf zwei weitere Jahre. Am 12. Mai 2019 wurde Müller im Rahmen des letzten Heimspiels gegen den VfL Bochum verabschiedet. Bereits während seiner Zeit bei St. Pauli hatte Müller ein Studium der Fitness-Ökonomie aufgenommen. Nach Ende der Saison 2018/19 beendete er zugunsten seines Studiums vorzeitig seine aktive Karriere.
Bereits Anfang Oktober 2019 kehrte Müller zum FC St. Pauli zurück, nachdem sich dessen Ersatztorwart Svend Brodersen verletzt hatte. Er erhielt einen Vertrag bis zum Ende der Saison 2019/20. Am 34. Spieltag kam er zu seinem einzigen Saisoneinsatz. Anschließend verließ Müller den Verein mit seinem Vertragsende und beendete seine aktive Karriere.

## Erfolge
- Bayernliga-Meister mit der U16 der SpVgg Unterhaching